# Гуанакасте (природоохранная территория)
Гуанакасте (исп. Area de Conservación Guanacaste) — природоохранная территория и объект Всемирного наследия ЮНЕСКО в провинции Гуанакасте на северо-западе Коста-Рики.
В 1994 году территория стала частью Национальной системы природоохранных территорий Коста-Рики (SINAC), а в 1999 году была включена в Список объектов Всемирного наследия ЮНЕСКО. Территория включает в себя четыре парка: национальный парк Санта-Роса, национальный парк Гуанакасте, национальный парк Вулкан Ринкон-де-ла-Вьеха, заповедник дикой природы Чинкилья-Бэй. Общая площадь территории составляет 1400 км². В 2004 году к природоохранной территории был добавлен парк Санта-Элена.

## Национальный парк Санта-Роса
Национальный парк Санта-Роса был создан в 1971 году для охраны места битвы при Санта-Росе (20 марта 1856 года), и его восточная часть граничит с Панамериканским шоссе. Центральный парк находится всего в 36 километрах к северу от Либерии, административного центра провинции Гуанакасте. Дополнительной причиной для создания парка была необходимость защитить местные саванны, умеренные лиственные леса, водно-болотные угодья и мангровые леса. Площадь парка составляет 495 км². На его территории обитают койоты, пекари, коати, тапиры, три вида обезьян (коаты, ревуны, капуцины), а также различные виды морских и сухопутных черепах. В парке также обитает несколько видов кошачьих (ягуары, пумы, оцелоты), но их наблюдение затруднено.

## Национальный парк Гуанакасте
Национальный парк Гуанакасте охватывает западные склоны вулканов Ороси и Какао и граничит с Панамериканским шоссе и парком Санта-Роса. Парк был создан в 1989 году, отчасти благодаря усилиям со стороны доктора Даниэля Янсена, мечтавшего создать «коридор» между сухими дождевыми лесами, через который многие виды животных могли бы мигрировать каждый сезон. Площадь парка составляет около 340 км², его фауна насчитывает 140 видов млекопитающих, 300 видов птиц, 100 видов земноводных и пресмыкающихся, а также более 10000 видов насекомых.
Ближайший к парку город — Ла-Крус, расположенный к северо-западу от него. В парке есть несколько административных зданий: на северо-востоке парка, к юго-западу от вулканов и между двух вулканов.

## Национальный парк Вулкан Ринкон-де-ла-Вьеха
Национальный парк Вулкан Ринкон-де-ла-Вьеха включает вулканы Ринкон-де-ла-Вьеха и Санта-Мария, а также потухший вулкан Сьерро фон Сибах. Последнее извержение Ринкон-де-ла-Вьеха произошло в 1998 году. Ближайший к парку город — Либерия, расположенный к югу от него; в парке имеется два здания: бюро гидов для туристов и здание для инструкторов.
Фауна парка богата: в нём обитает 300 видов птиц, таких как квезали и орлы, среди млекопитающих — пумы, широконосые обезьяны и мартышковые, кинкажу, ягуары и прочие.

## Заповедник Чинкилья-Бэй
Флора заповедника Чинкилья-Бэй представлена охраняемыми сухими тропическими лесами и мангровыми зарослями, расположенными рядом с побережьем. Заповедник был создан в 1995 году.

## Санта-Элена и лес Орисонтис
Территория парка Санта-Элена, граничившая с территорией Гуанакасте, первоначально находилась в частном владении, но в 2004 году правительство Коста-Рики выкупило её у владельцев и присоединило к природоохранной территории.
В составе парка также выделяют экспериментальный лес Орисонтис, где проводятся научные исследования по восстановлению сухих тропических лесов.